# National Occupational Classification
National Occupational Classification (Національна класифікація професій) або NOC - це таксономія всіх професій на канадському ринку праці . Як канадське урядове видання, також публікується французькою мовою під назвою Classification nationale des професій .  NOC - спільний проєкт Employment and Social Development Canada (ESDC) та статистичної служби Канади, що класифікує понад 30 000 професійних найменувань в 500 груп, організованих відповідно до 4 рівнів та 10 типів кваліфікації. 

## Зноски
1. ↑  Human Resources and Skills Development Canada (2016 (expected)). Welcome to the National Occupational Classification 2011 (English та French) . Архів оригіналу за 3 лютого 2012. Процитовано 10 липня 2014. [Архівовано 2012-02-03 у Wayback Machine.]
2. ↑  Government of Canada, Employment and Social Development Canada (13 грудня 2013). National Occupational Classification. Архів оригіналу за 4 червня 2019. Процитовано 6 листопада 2018.